# 영국 의회 예산 스캔들

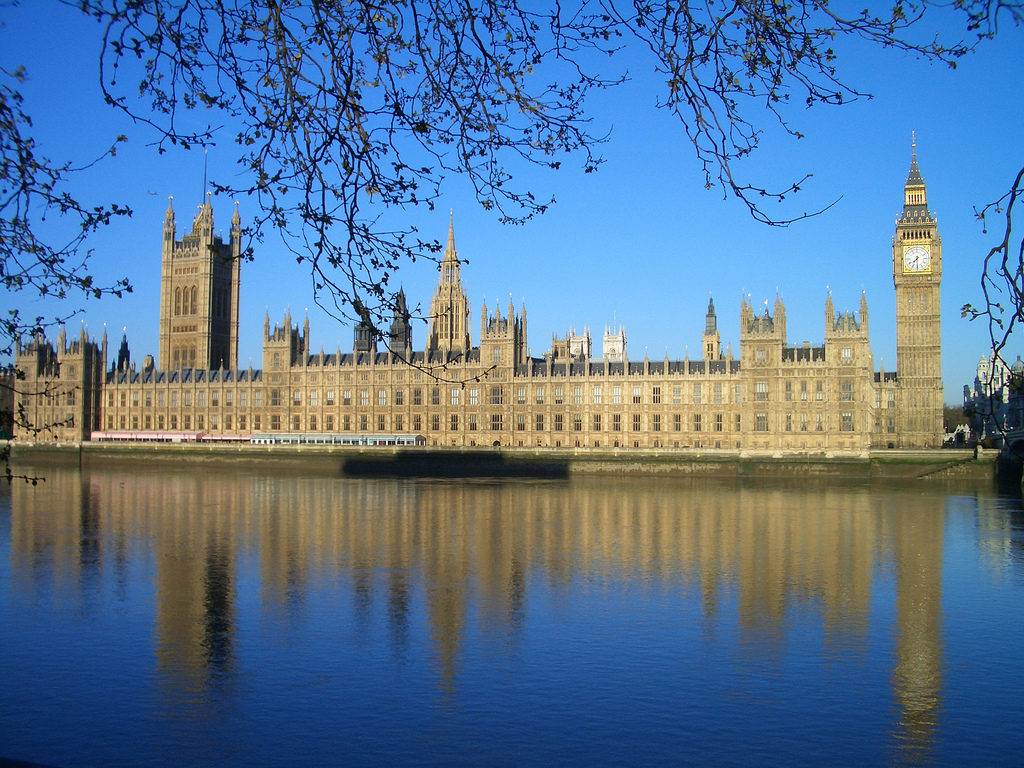
웨스트민스터 궁전 (영국 국회의사당)

영국 의회 예산 스캔들(영어: United Kingdom parliamentary expenses scandal)은 2009년 영국에서 발생한 정치 스캔들이다. 영국 의회의 서민원과 귀족원 의원들이 그간 사용한 의정활동 예산 내역과 관련해 문제가 제기된 사건으로, 의원에게 승인된 활동 수당과 지출이 오남용된 사실이 광범위하게 드러나면서 영국 국민들은 분노를 금치 못했다. 그 결과 각 의원들의 공식적인 사과와 자진환수, 의원직 사퇴, 당 퇴출, 당선무효, 은퇴 선언 등이 잇따랐다. 전현직을 가리지 않았고 여러 하원의원들이 기소되어 징역형을 선고받았으며, 상원의원들도 다르지 않았다.
2008년 2월 정보자유법에 의거하여 영국 국회의원들의 예산 지출 내역을 공개하는 청구에 대해 영국 정보재판소 (Information Tribunal)가 승인 결정을 내렸으나, 서민원은 "불법 침해"라는 이유로 항소를 제기했다. 2008년 5월 잉글랜드 웨일스 고등법원은 정보청구 승인을 재확인하는 판결을 내리면서 서민원으로서는 지출 공개를 피할 수 없게 되었다. 이듬해 2009년 4월 서민원 측은 오는 7월까지 지출내역 공개를 실시하되 "민감한" 정보는 제외할 것이라고 발표하였다. 그러나 서민원의 공개에 앞서 일간지 《데일리 텔레그래프》가 예산 기록과 관련 문서를 입수하였고, 2009년 5월 8일부터 세부내용을 매일 연속 보도하기 시작하였다. 텔레그래프지의 보도를 시작으로 몇 주 동안 영국 언론에는 의회 예산 부정지출 폭로가 지면을 장식했다. 험악해진 여론에 따라 2009년 6월 18일 영국 의회는 공식 홈페이지에 2004년부터 2008년까지 기록된 모든 국회의원의 지출 및 수당 청구 중 승인된 내역을 게시하였다. 하지만 나머지 승인되지 않은 지출 청구 내역이나 주소, 의원과 의회예산처 간의 서신 등의 세부정보는 제외하였기 때문에, 불필요한 기밀유지를 마저 공개하라는 여론과 고발이 제기되는가 하면, 이것으로 더 심각한 예산 남용 내역의 폭로를 막은 것이 아닌가라는 혐의도 제기되었다.
대부분의 예산청구가 각 의원들의 자택이 아닌 런던의 별장을 중심으로 이뤄졌기 때문에, 2004년~2008년 사이 영국 국회의원들의 '별장' (second homes)으로 기재된 모든 예산 내역을 조사하기 위한 위원회가 설립되었다. 공무원 출신 토머스 레그 경을 위원장으로 한 조사위원회는 몇 달간의 회계감사를 거쳐 10월 12일, 국회 여름휴회 종료 후 개회 시점에 조사 보고서를 공개하였다. 각 의원들은 예산 환수요청 여부에 관한 서한을 전달받았으며, 자발적 예산 상환에 관한 세부내역도 공식적으로 발표되었는데 그 규모가 50만 파운드로 밝혀졌다.
2010년 2월 5일, 허위회계죄 혐의를 받던 국회의원 4인에 대한 형사 고발이 이뤄졌으며 재판을 거쳐 모두 징역형이 선고되었다. 5월 19일에는 추가 고발이 두 건 이뤄졌으며, 10월 13일과 14일에도 두 건의 고발이 이뤄졌다. 2010년 10월 18일에는 상원의원 3인이 예산남용 혐의로 의원 자격 정지 처분을 받았다.